# Torre d'Hacho

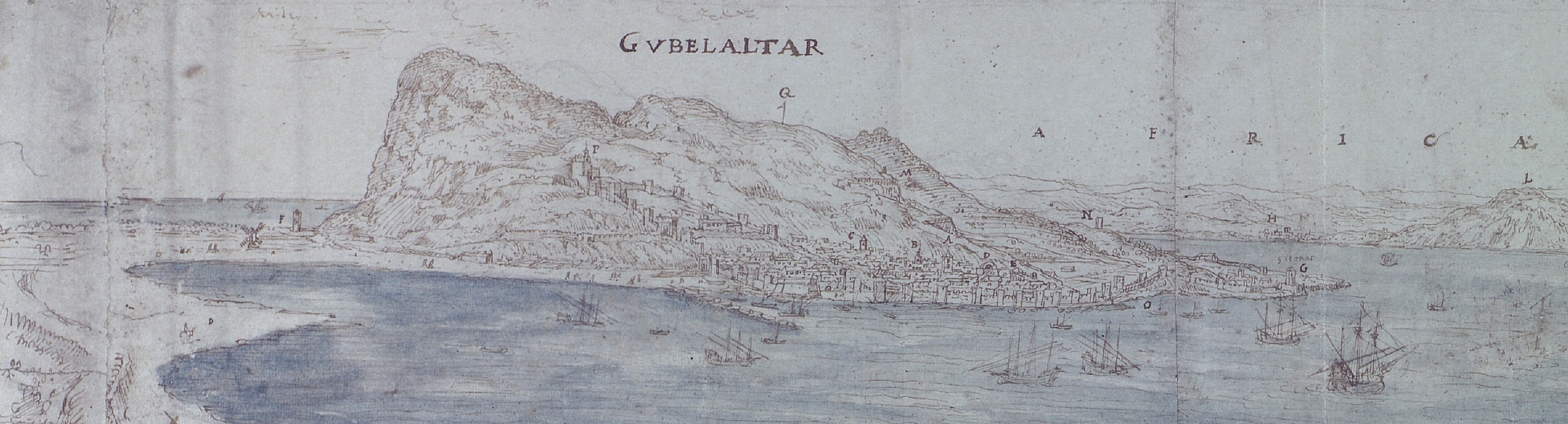
Gibraltar el 1567 (d'Anton Van den Wyngaerde, conservat al Museu Ashmolean d'Oxford). L'emplaçament de la torre d'Hacho apareix senyalat amb una 'Q'

La Torre d'Hacho era una torre de guaita situada a la part més alta del penyal de Gibraltar, al cim del Mount Misery, on actualment hi ha el 'Breakneck Battery', conegut com a 'Signal Station'. Des del 1825 ja només en queda la base.
De planta circular, es va construir en l'època cristiano medieval, per a controlar el mar des d'una altitud mitjana. El 1704 s'hi va hissar per primer cop la bandera anglesa. El 1720 s'hi va emplaçar un canó de senyals.